# دیاموند بلاف (حوزه سرشماری)، ویسکانسین
دیاموند بلاف (به انگلیسی: Diamond Bluff) یک منطقهٔ مسکونی در ایالات متحده آمریکا است که در شهرستان پیرس، ویسکانسین واقع شده‌است. دیاموند بلاف ۱۹۴ نفر جمعیت دارد و ۲۲۴٫۰۳ متر بالاتر از سطح دریا واقع شده‌است.